# Vénérieu
Vénérieu – miejscowość i gmina we Francji, w regionie Owernia-Rodan-Alpy, w departamencie Isère.
Według danych na rok 1990 gminę zamieszkiwało 338 osób, a gęstość zaludnienia wynosiła 56 osób/km² (wśród 2880 gmin regionu Rodan-Alpy Vénérieu plasuje się na 1292. miejscu pod względem liczby ludności, natomiast pod względem powierzchni na miejscu 1433.).